# Olympische Sommerspiele 1964/Teilnehmer (Südvietnam)
| Gelbes Symbol für Goldmedaillen mit stilisierten Olympischen Ringen | Graues Symbol für Silbermedaillen mit stilisierten Olympischen Ringen | Braundes Symbol für Bronzemedaillen mit stilisierten Olympischen Ringen |
| ------------------------------------------------------------------- | --------------------------------------------------------------------- | ----------------------------------------------------------------------- |
| —                                                                   | —                                                                     | —                                                                       |

Südvietnam nahm an den Olympischen Sommerspielen 1964 in Tokio mit einer Delegation von 16 männlichen Athleten an 14 Wettkämpfen in fünf Sportarten teil. Ein Medaillengewinn gelang keinem der Athleten.

## Teilnehmer nach Sportarten

### Fechten
- Nguyễn Thế Lộc
Säbel: in der 1. Runde ausgeschieden

- Trần Văn Xuân
Degen: in der 1. Runde ausgeschieden
Säbel: in der 1. Runde ausgeschieden

### Judo
- Nguyễn Văn Bình
Leichtgewicht: in der Vorrunde ausgeschieden

- Thái Thúc Thuần
Mittelgewicht: in der Vorrunde ausgeschieden

- Lê Bả Thành
Mittelgewicht: in der Vorrunde ausgeschieden

### Leichtathletik
Männer
- Hồ Thành Chinh
100 m: im Vorlauf ausgeschieden

- Nguyễn Văn Lý
5000 m: im Vorlauf ausgeschieden
Marathon: Rennen nicht beendet

### Radsport
- Phạm Văn Sau
Straßenrennen: 76. Platz

- Trần Văn Nen
Straßenrennen: 90. Platz
Straße Mannschaftszeitfahren: 31. Platz
Bahn 1000 m Zeitfahren: 25. Platz
Bahn 4000 m Einerverfolgung: im Vorlauf ausgeschieden

- Nguyễn Văn Khoi
Straßenrennen: Rennen nicht beendet
Straße Mannschaftszeitfahren: 31. Platz

- Nguyễn Văn Ngan
Straßenrennen: Rennen nicht beendet
Straße Mannschaftszeitfahren: 31. Platz

- Huỳnh Anh
Straße Mannschaftszeitfahren: 31. Platz

- Nguyễn Văn Châu
Bahn Sprint: im Vorlauf ausgeschieden

### Schwimmen
- Phan Hữu Dong
100 m Freistil: im Vorlauf ausgeschieden

- Nguyễn Ðình Lê
100 m Freistil: im Vorlauf ausgeschieden

- Huỳnh Văn Hải
200 m Brust: im Vorlauf ausgeschieden